# 浅田長平
浅田 長平（あさだ ちょうへい、1887年4月15日 - 1970年10月21日）は、日本の実業家。神戸製鋼所社長を務め、「神鋼中興の祖」と呼ばれた。

## 経歴・人物
大阪府堺市出身。1911年に京都帝国大学理工科大学採鉱冶金科を卒業し、神戸製鋼所に入社した。取締役、製鉄部長、常務、専務を経て、1945年9月に社長に就任した。しかし、1946年12月に公職追放により辞任。1952年11月に社長として復帰し、1958年1月から1965年3月までに会長を務めた。
神戸商工会議所会頭、関西経済連合会副会長なども歴任した。1964年11月に勲二等瑞宝章を受章した。
1970年10月21日急性心不全のために神戸市の自宅で死去。83歳没。